# Eliška Balzerová

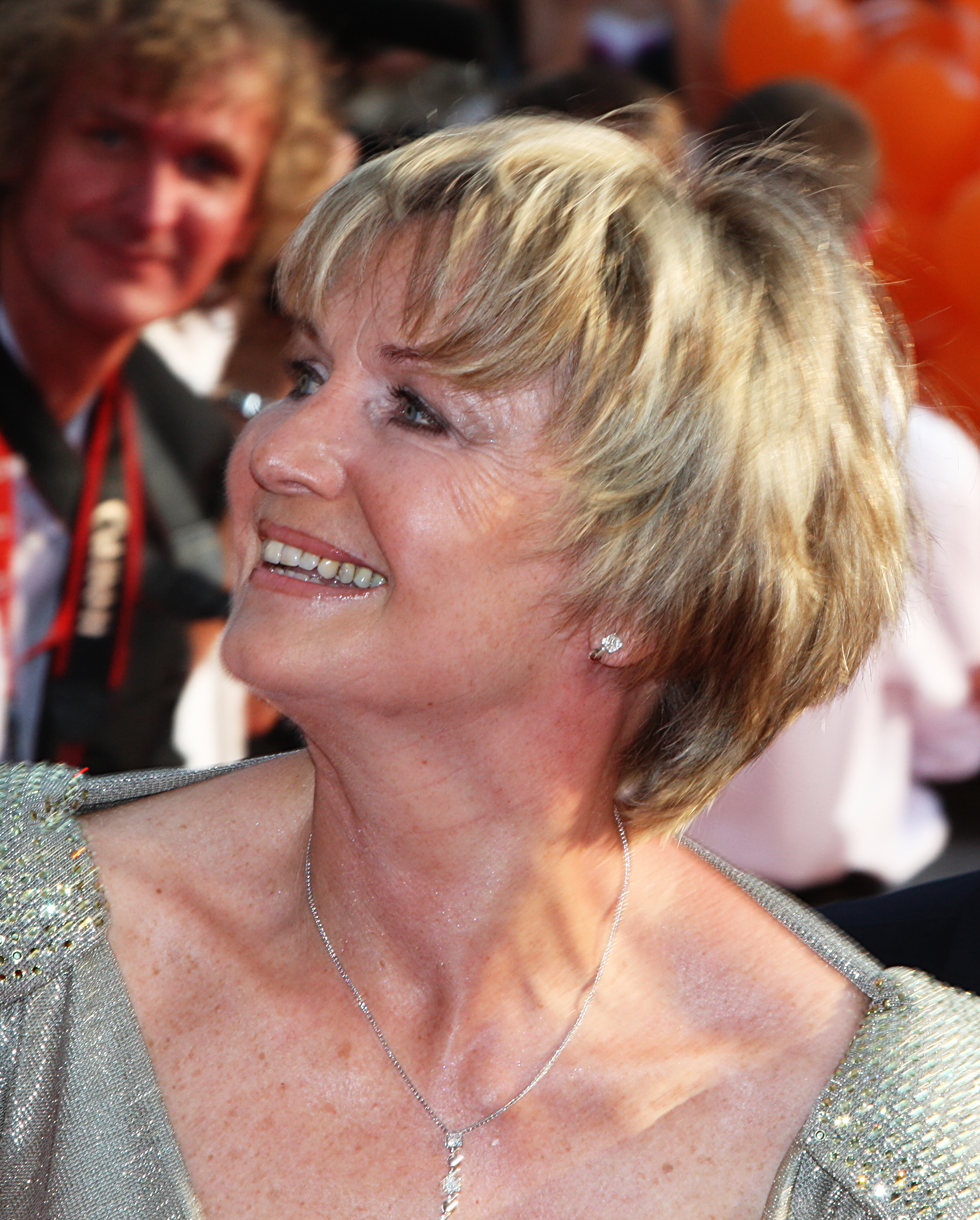
Eliška Balzerová (2010)

Eliška Balzerová, geb. Havránková, (* 25. Mai 1949 in Vsetín) ist eine tschechische Schauspielerin.

## Leben
Nach ihrem Studium war sie am Südböhmischen Theater in Budweis engagiert. Seit 1977 ist sie Mitglied des Vinohrady-Theaters. In der zweiten Hälfte der 1990er-Jahre war sie maßgeblich an der Wiedergründung des Theater Fidlovačce beteiligt, in dem sie noch heute tätig ist, seit 2012 auch als Regisseurin.
Dem internationalen Publikum bekannt wurde sie vor allem durch ihre Hauptrolle als Dr. Alžběta Čeňková-Sovová in der tschechoslowakischen TV-Serie Das Krankenhaus am Rande der Stadt und Das Krankenhaus am Rande der Stadt – 20 Jahre später.

## Filmografie
- 1971: Legenda o zivých mrtvých (Miniserie, vier Folgen)
- 1974: Bretislav a Jitka (Fernsehfilm)
- 1976: O Vsudybylovi (Fernsehfilm)
- 1976: Die Entscheidung des Ingenieurs Turna (Hriste)
- 1976: Palette der Liebe (Paleta lásky)
- 1978: Stríbrná pila (Fernsehserie)
- 1978–1981: Das Krankenhaus am Rande der Stadt (Nemocnice na kraji města, Fernsehserie, 20 Folgen)
- 1979: Drei Musketiere mit Diplom (Inzenýrská odysea, Fernsehserie, 11 Folgen)
- 1979: Zlati uhori (Fernsehfilm)
- 1980: Zkousky z dospelosti (Fernsehserie, sechs Folgen)
- 1981: Slunícko na houpacce (Fernsehfilm)
- 1981: Lauf, Ober, lauf! (Vrchní, prchni!)
- 1981: Mezicas (Fernsehfilm)
- 1982: Vyhnanství (Fernsehfilm)
- 1982: Ale je zenatý (Fernsehfilm)
- 1983: Schneemänner mit Herz (S tebou me baví svet)
- 1984: Der Wunschkindautomat (Bambinot, Fernsehserie, sechs Folgen)
- 1984: Training mit kleiner Nachtmusik (Vsichni musí být v pyzamu)
- 1986: … nebo být zabit
- 1987: Fäuste im Dunkeln (Pesti ve tme)
- 1989 Fabrik der Offiziere (Miniserie)
- 1991: Milácek Ornifle (Fernsehfilm)
- 1992: Nikolaus geht durch die Stadt (Mestem chodi Mikulas, Fernsehfilm)
- 1992: Odmena (Fernsehfilm)
- 1993: El marido perfecto
- 1995: Hríchy pro diváky detektivek (Fernsehserie, eine Folge)
- 1997: Arrowsmith (Miniserie, eine Folge)
- 2001: Drobecky z perníku (Fernsehfilm)
- 2003: Das Krankenhaus am Rande der Stadt – 20 Jahre später (Nemocnice na kraji mesta po dvaceti letech, Fernsehserie, 13 Folgen)
- 2005: Cerná karta (Fernsehfilm)
- 2008: Nemocnice na kraji mesta – nove osudy (Fernsehserie, 13 Folgen)
- 2008: Soukromé pasti (Fernsehserie, eine Folge)
- 2008: 3+1 s Miroslavem Donutilem (Fernsehserie, eine Folge)
- 2010: Zeny v pokuseni
- 2010: Poslední doutník (Fernsehfilm)
- 2011: V perine
- 2012: Láska je láska

## Auszeichnungen
- 1982: Bambi